# Fady
Fady (Malagassisch: 'verbod', 'verboden' of 'taboe') is een volgens het bijgeloof in Madagaskar verboden handeling. Sommige etnische groepen in Madagaskar zeggen faly in plaats van fady. Zo betekent de naam van de Mahafaly waarschijnlijk 'zij die taboes maken'.
De Malagassiërs geloven dat het veronachtzamen van een fady tot ongeluk en soms zelfs de dood kan leiden. Ook wordt het als een schande bezien als iemand een fady breekt, omdat hij dan zijn familie en dorpsgemeenschap in gevaar brengt. Bepaalde plekken waar een fady op rust, zoals graven en heilige bomen, zijn te herkennen aan doekjes of briefjes aan de boomtakken of volle flessen rum op de grond.

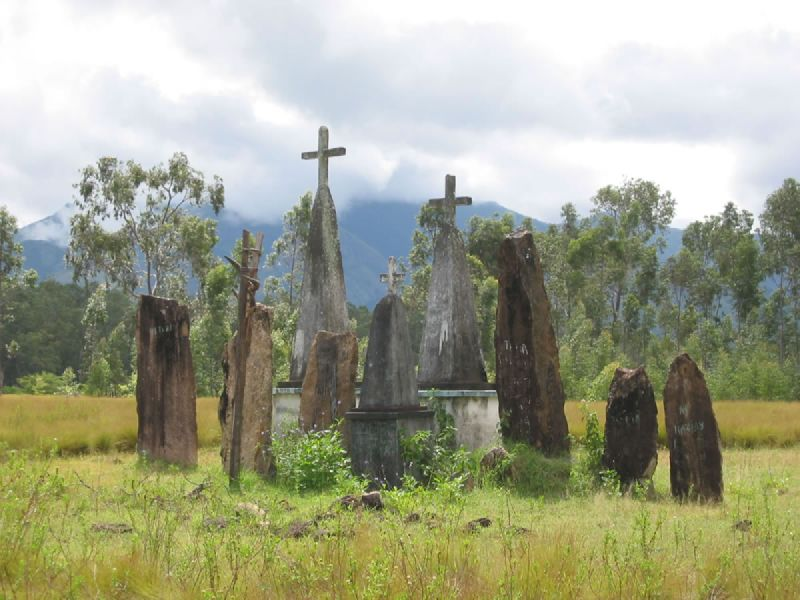
In Madagaskar worden veel begraafplaatsen beschermd door een fady.

## Ontstaan
Fady hebben al eeuwen een grote invloed op het leven in Madagaskar. Veel fady hebben respect voor (overleden) mensen, dieren en eigendommen als grondslag. Ze vinden vaak hun oorsprong in vroegere ervaringen of volksvertellingen, sommigen van honderden jaren geleden. Een bekend voorbeeld is die van de dieven en de ganzen. Tijdens de regering van koning Andrianampoinimerina pleegden dieven een inval in Ambohimanga, de toenmalige hoofdstad van Madagaskar. De ganzen die door de inwoners werden gehouden alarmeerden hen en de dieven werden verjaagd. Het eten van gans is nog steeds fady in dit gedeelte van Madagaskar.
Sommige fady zijn gebaseerd op metaforen, zoals de fady die iemand verbiedt om in de deuropening te zitten van zijn huis. De deuropening wordt vergeleken met geboorte, dus als deze geblokkeerd wordt, zal dit de 'geboorte' van de rijst verhinderen. Een andere fady verordent dat wanneer men een graf graaft, een schop met een los handvat dient te worden gebruikt. Zo wordt voorkomen dat er een te grote connectie met de dood ontstaat.

### Vintanaenrazana
Fady zijn vaak gerelateerd aan vintana, het lot gedirigeerd door de stand van de zon, maan en sterren. Deze fady hebben derhalve vaak betrekking op bepaalde periodes op de dag, in de week of in het jaar. De Merina begraven hun familieleden bijvoorbeeld niet op een dinsdag, want dit zou een volgend sterfgeval veroorzaken.
Elke dag heeft ook zijn eigen kleur met zijn bijbehorende fady; de maandag is zwart, dinsdag veelkleuring, woensdag bruin, donderdag is - net als maandag - zwart, vrijdag is rood, zaterdag blauw en zondag wit. Op de maandag zijn zwarte objecten en donkergekleurd voedsel in veel regio's fady.
Het land is volgens de Malagassiërs het bezit van hun overleden voorouders, die nog steeds kracht kunnen uitoefenen op hun nakomelingen. Deze kracht noemen ze razana en het uitroepen van een fady is een van de aspecten van razana. De grond waar de overleden voorouders begraven zijn is heilig en beschermd door een fady.
Als een Malagassiër een fady overtreedt, neemt hij vaak zijn toevlucht tot een aody, een amulet ter bescherming tegen de wraak van de razana en dat binnenshuis wordt bewaard, om de nek wordt gedragen of wordt begraven.

## Nationalefady
Veel fady gelden voor heel het eiland Madagaskar. Een bekende fady is het wijzen naar een graf. Het niet betonen van gastvrijheid aan een vreemdeling is een nationale fady, evenals gastvrijheid afslaan.

## Regionalefady

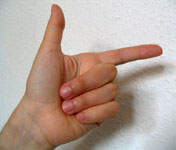
Wijzen met je wijsvinger naar anderen is fady in de regio rond de Tsingy de Bemaraha.

Fady verschillen per regio, familie en dorp. Het kan een toerist dus verstandig lijken om op elke nieuwe plek naar de lokale fady te vragen. Maar in sommige regio's is dit ook fady en mag er dus niet naar gevraagd worden. Fady kunnen betrekking hebben op oneindig veel zaken. Zo rust er in sommige regio's fady op het eten van varkensvlees, maki's of schildpadden. Andere verbieden het dragen van kleding in een bepaalde kleur. Het is bijvoorbeeld fady om rood te dragen als men het Canal des Pangalanes bevaart.
De Merina zingen niet tijdens het eten; dat maakt de tanden langwerpig. Ook is het fady voor de Merina om iemand direct een ei te overhandigen. In plaats daarvan wordt het ei op de grond gelegd, zodat de andere het kan oppakken.
In de regio rond de Tsingy de Bemaraha is het fady om naar iemand te wijzen met alleen de wijsvinger. De mensen in deze regio wijzen altijd met vijf vingers. In Andranoro is het fady om naar het zout te vragen, behalve als ze het woord 'zout' zelf niet gebruiken.
Sommige fady brengen veel narigheid met zich mee, zoals in Ranomafana, waar het fady is om een toilet meerdere keren te gebruiken, wat een enorme stank in het dorp tot gevolg heeft. In veel Mahafaly-gezinnen is het fady voor ouders om in één ruimte met hun kinderen te slapen.

### De tweelingen van de Antambahoaka
Inwoners van het district Mananjary geloven dat tweelingen fady zijn en ongeluk brengen. Deze fady is gebaseerd op een eeuwenoude legende waarin een Antambahoaka-dorp werd geteisterd door een brand. Een moeder van een tweeling vluchtte met een van haar kinderen en realiseerde zich te laat dat ze haar andere kind in het dorp had achtergelaten. Toen ze terug het dorp inging om het te halen, stierf ze in de vlammen. Ondanks vroegere pogingen van missionarissen en een verbod van de regering doden veel Antambahoaka-vrouwen hun tweeling nog steeds na de geboorte of laten hen in de steek.

## Persoonlijkefady
Een Malagassiër heeft vaak ook zijn eigen fady: morele voorschriften die hij in de loop van zijn leven heeft verzameld en vaak gebaseerd zijn op persoonlijke ervaringen. Veel regionale fady zijn ooit als persoonlijke fady begonnen.
Een voorbeeld hiervan is die van een lid van de Antandroy-stam; hij stopte een levende schildpad in een aardewerken pot om hem te koken, maar de schildpad stribbelde zo hard tegen dat de pot brak. De man sprak voor al zijn nakomelingen fady uit over het eten van schildpad.

## Fadyals natuurbehoud
Fady spelen een grote rol in het behoud van de natuur op Madagaskar. Zo zijn heilige bossen als de Ala Masina dankzij fady beschermd tegen houtkap. In het zuidoosten van Madagaskar zijn er de alam-bevehivavy, heilige vrouwenbossen, gelegen langs een rivier waarin alleen vrouwen mogen baden. Ook in deze bossen is het fady om de vegetatie te vernielen. Veel regio's kennen een fady op het doden van bepaalde diersoorten.

### Bescherming van sifaka's
Een bekende fady betreft sifaka's. Zijn manier van bewegen, zijn intelligentie en nieuwsgierigheid deed bewoners van een bepaald dorp bijna menselijk voor. Toen sommige bewoners in de wildernis verdwenen, verschenen enkele dagen later een aantal sifaka's in het dorp. De bewoners concludeerden dat dit hun gereïncarneerde dorpsgenoten waren en sindsdien rust er een fady op het doden van de sifaka's in deze regio.

### De drongo van Ambinanetelo
In de 18e eeuw werd de oostkust van Madagaskar geteisterd door piraten die niet alleen hun dorpen plunderden, maar ook de inwoners gevangennamen. Om zich te verbergen voor de piraten vluchtten de dorpelingen  het regenwoud in. Toen een vrouw uit Ambinanitelo de andere dorpelingen niet kon bijhouden, verborg ze zich in een struik. Juist toen de piraten in haar buurt kwamen, begon haar baby te huilen. Toen de piraten op onderzoek uit gingen, hoorden ze het gehuil weer. Dit keer kwam het geluid van een kuifdrongo (Dicrurus forficatus), die het babygehuil perfect imiteerde. De piraten zagen de drongo, staakten hun zoektocht en gingen terug naar hun boten. Sindsdien is het fady om een drongo te doden.

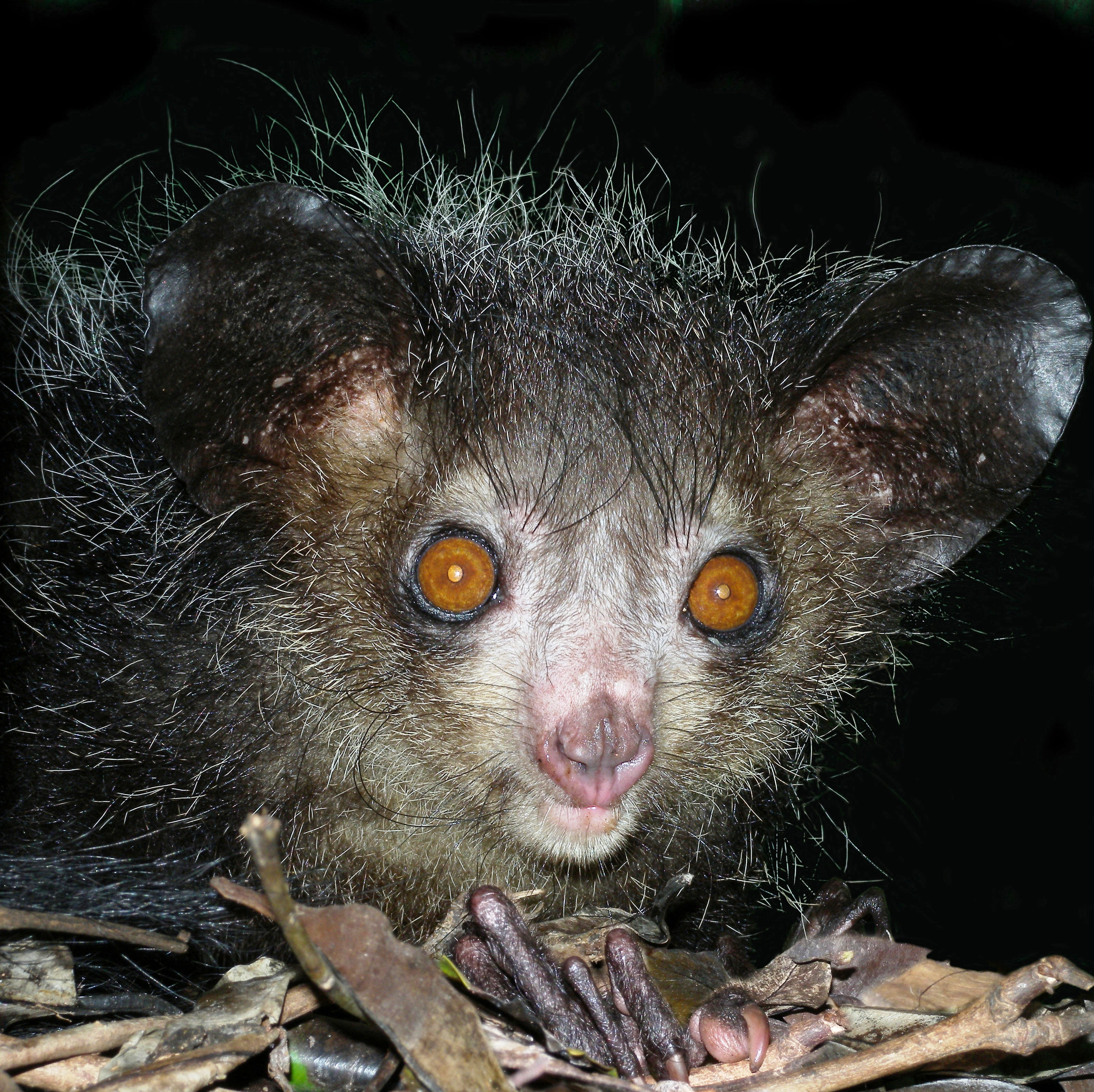
Aye-aye's zijn in veel regio's in Madagaskar fady.

### Bedreiging
Andere fady zijn juist een bedreiging voor diersoorten, zoals de aye-aye. Sommige stammen jagen op dit nachtdier omdat ze geloven dat hij mensen doodt; 's nachts zou de aye-aye in de huizen kruipen en met zijn lange middelvinger de harten van zijn slachtoffers doorboren.